# Xystus
Xystus is een Nederlandse muziekgroep, die is opgericht in Noord-Brabant in 1999.
De band is opgericht door Ivo van Dijk en Bas Dolmans. De band speelt een combinatie van powermetal en progressieve metal, met andere woorden; het is stevige progressieve rock. Na het debuutalbum kan men meteen optreden in het voorprogramma van branchegenoten Epica en Kamelot. Hun magnum opus is tot nu (2010) de rockopera Equilibrio uit 2008. In 2010 vond een aantal personeelswisselingen plaats. Inmiddels staan de activiteiten van de band op een laag pitje i.v.m. overige activiteiten van de bandleden.

## Line-up
Huidige leden
- Ivo van Dijk – zang, slagwerk, synthesizer
- Bas Dolmans – gitaar, zang
- Luuk van Gerven – basgitaar
- Bob Wijtsma – gitaar

Voormalige leden
- Desmond Robberegt - synthesizer
- Tim van Dijk - basgitaar
- Joris van de Kerkhof - synthesizer
- Mark Brekelmans - basgitaar
- Pim van Drunen - synthesizer
- Wouter Jonker - synthesizer

## Discografie
- 2004: Receiving Tomorrow
- 2007: Surreal met single "My Chrysalis"
- 2008: het album Equilibrio
- 2009: de dvd Equilibrio